# János Kóbor
János Kóbor, pseud. Mecky (ur. 17 maja 1943 w Budapeszcie, zm. 6 grudnia 2021 tamże) – węgierski wokalista, członek zespołu Omega, laureat nagród Kossutha i Ferenca Liszta.

## Życiorys
Urodził się w Budapeszcie. Jego rodzice byli ekonomistami. Początkowo chciał zostać sportowcem i osiągał dobre wyniki w biegu przez płotki, jednak z powodu kontuzji zmuszony był zrezygnować z kariery sportowej. Ojciec i wujek matki pracowali w budownictwie, więc zdecydował się na naukę w tym kierunku.
Pierwszy swój zespół stworzył jako uczeń József Attila Gimnázium wraz z kolegami z klasy. Instrumenty wybrali przez losowanie. Kóbor dostał gitarę rytmiczną, basistą został István Varsányi, a perkusistą József Laux, jako jedyny, który instrumentu nie losował. Później Laux przeszedł do Benkó Dixieland Bandu, a Kóbor i Varsányi stworzyli zespół Ciklon z m.in. gitarzystą solowym Andrásem Kovacsicsem. W repertuarze mieli instrumentalne wersje zachodnich utworów.
Ponieważ nie udało im się znaleźć stałego miejsca do koncertowania, w 1962 wraz Kovacsicsem i Varsányim wyszukali grupę Próféta i zdecydowali, że będą do niej pojedynczo przechodzić. Plan ten udało im się urzeczywistnić, po czym już jesienią grupa przekształciła się w Omegę. W 1964 dołączył do nich były kolega z klasy, József Laux.
W pierwszych latach nadal grali zachodnie przeboje. Wtedy jeszcze wraz z Kóborem śpiewał László Benkő, a przy kilku okazjach Zsuzsa Koncz. Następnie dołączyli Tamás Somló i Mária Wittek. W drugiej połowie lat 60. XX wieku większość własnych przebojów Omegi śpiewał już Kóbor, a od 1971 był solowym wykonawcą nowych utworów. W albumach 6 do 13 oraz w 16 we wszystkich chórkach słychać jego głos, oprócz albumów 7 do 9 z kobiecym wokalem w kilku utworach. Śpiewa również na angielskich albumach, oprócz Omega Red Star from Hungary z 1968, na którego nagranie nie mógł wyjechać do Anglii oraz Transcendent, w którym tylko wokalizował z Holendrem Edwinem Baloghem. Z grania na gitarze zrezygnował po namowach Gábora Pressera w 1970. W latach 70. XX wieku jego głównym zadaniem przy pisaniu utworów była odpowiedzialność za linię melodyczną i tekst, a jego nazwisko jest wymieniane jako kompozytora i autora tekstu. Kilka tekstów napisał samodzielnie: Hűtlen barátok, Régvárt kedvesem, Helló, Elefánt! (nie trafił na płytę), Addig élj, Ne legyen / Never feel shame. Utworów, do których napisał muzykę, przez długi czas było niewiele (Félbeszakadt koncert, Levél – Posta restante). W albumie Égi jel z 2006 można usłyszeć większość jego kompozycji: cztery samodzielne (w tym utwór tytułowy), dwie skomponowane wraz z Tamásem Mihályem i jedną z Tamásem Szekeresem.
Jego kariera piosenkarska związana jest niemalże całkowicie z Omegą, choć jednocześnie w studiu Omegi brał udział w nagraniach wielu płyt jako producent, reżyser czy inżynier dźwięku. Jedynym zaangażowaniem przy innych projektach była współpraca z grupą Scorpions na koncertach w Budapeszcie i Koszycach w 2009, czym zrewanżował się Klausowi Meinemu i Rudolfowi Schenkerowi za ich gościnny występ na budapeszteńskim Népstadionie. W 2010 przygotował album Omega Rhapsody, o którym mówiono jako o solowym, ale w większości były to materiały związane z Omegą. W 2011 album przedstawiono na koncercie. W 2012 ukazała się węgierska wersja podwójnego albumu Omega Szimfónia & Rapszódia, po którym wydano Omega Oratórium, prezentowany później na żywo na koncertach w kościołach. W 2014 roku spełniło się stare marzenie Kóbora – mógł dać koncert z okazji 25–lecia zmiany systemu na Placu Bohaterów w Budapeszcie. Na koncercie wystąpił też zespół Scorpions. Kóbor zaśpiewał razem z Klausem Meinem Wind of Change.

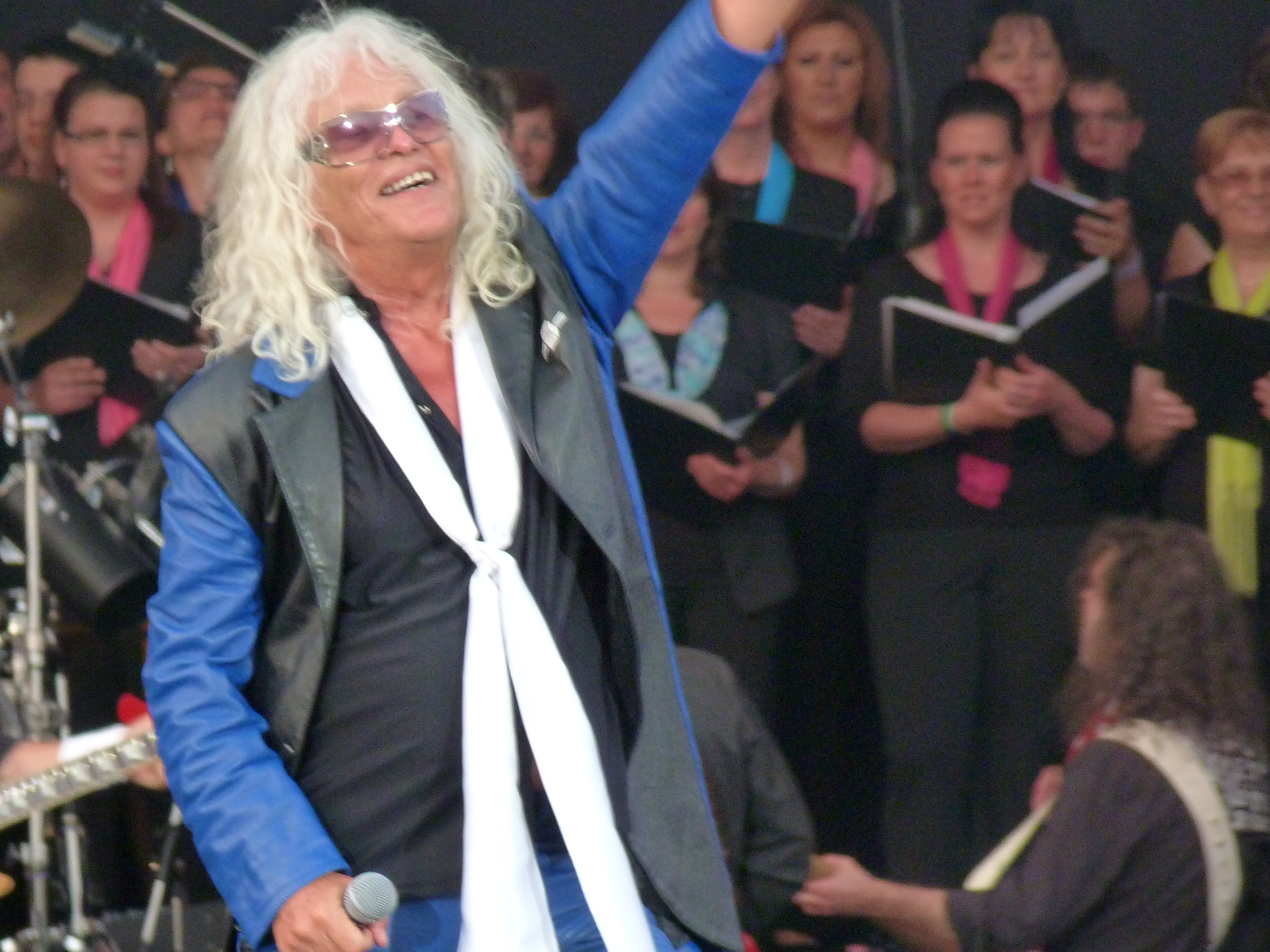
János Kóbor – Szabadságkoncert

## Życie prywatne
Z pierwszą żoną miał syna Dániela (ur. w 1976). W 2008 w miejscowości Balatonaliga ożenił się powtórnie z młodszą o 23 lata Zsuką Deme, która w 2007 urodziła córkę Lénę. Na Uniwersytecie Techniczno-Ekonomicznym w Budapeszcie uzyskał dyplom inżyniera budownictwa, jednak nigdy nie pracował w zawodzie. Wcześniej uprawiał lekkoatletykę, ale z powodu kontuzji zrezygnował z kariery sportowej. Jego hobby to żeglarstwo, które zwykle uprawiał w Balatonaliga, ale nie jako zawodnik, ponieważ (jak mówił) „nie lubi podążać wytyczonymi szlakami”.

## Dyskografia
Poniżej znajduje się lista płyt, na których temat więcej można się dowiedzieć z artykułu o zespole Omega. Uczestniczył w nagraniach każdego wydawnictwa zespołu, oprócz płyty Omega Red Star from Hungary, na której nagrania nie mógł wyjechać, choć na okładce widnieje jego zdjęcie i nazwisko.
- Trombitás Frédi és a rettenetes emberek, 1968
- 10000 lépés, 1969
- Éjszakai országút, 1970
- Élő Omega, 1972
- Omega 5, 1973
- Omega 6: Nem tudom a neved, 1975
- Omega 7: Időrabló, 1977
- Omega 8: Csillagok útján, 1978
- Gammapolis, 1979
- Omega X: Az arc, 1981
- Omega XI, 1982
- Omega 12: A Föld árnyékos oldalán, 1986
- Babylon, 1987
- Trans and Dance, 1995
- Omega XV: Egy életre szól, 1998
- Égi jel: Omega, 2006

### Muzyka poważna w nagraniach Omegi
- Omega Rhapsody, 2010
- Omega Szimfónia & Rapszódia, 2012
- Omega Oratórium, 2014

### Współpraca
László Benkő – Omega-mix (1991) (Kóbor János, współpraca: gitara, programy rytmiczne i orkiestrowe)

## Nagrody, wyróżnienia
- Festiwal Yamahy, nagroda główna (1970)
- Nagroda Ferenca Liszta – rozdzielona między członków zespołu Omega (1987)
- Mały Krzyż Orderu Zasługi Republiki Węgierskiej (1995)[6]
- Nagroda Pro Urbe Budapestért – rozdzielona między członków zespołu Omega (2011)
- Nagroda Kossutha – rozdzielona między członków zespołu Omega (2013)
- Honorowy Obywatel Budapesztu (2013)[7]
- Wielki Krzyż Prawosławnego Orderu Zasługi – Rosja (2013)
- Inter-Lyra[8]

## Współautorzy muzyki i tekstów
- Anna Adamis
- László Benkő
- Ferenc Debreczeni
- György Demeter
- Zsolt Gömöry
- Béla Jankai
- Ildikó Keresztes
- András Kovacsics
- Miklós Küronya
- József Laux
- Tamás Mihály
- György Molnár
- Gábor Presser
- Tamás Somló
- Péter Sülyi
- Tamás Szekeres
- András Trunkos